# Свинцовое дерево
Свинцовое дерево (лат. Combretum imberbe) — древесное растение, вид рода Комбретум (Combretum) семейства Комбретовые (Combretaceae). Английское общеупотребительное название растения — Leadwood («свинцовое дерево»).
Растение отличается очень плотной древесиной — её плотность составляет около 1235 кг на кубометр.
Распространено в Танзании, Мозамбике, ЮАР. Встречается редко, находится под защитой.

## Использование
- Из-за плотной древесины, ранее использовалось в качестве железнодорожных шпал.
- Процесс горения очень медленный. Часто использовалось в качестве топлива для ночного огня, отпугивающего животных.
- Пепел использовался для краски домов.
- Также пепел, смешанный с водой, использовался в качестве зубной пасты